# Alessio Antonini
Alessio Antonini (Salò, 7 giugno 1949) è un ex ciclista su strada e dirigente sportivo italiano, professionista dal 1973 al 1981.
In carriera non colse alcun successo, ma fu terzo alla Milano-Sanremo 1978; corse otto volte il Giro d'Italia, svolgendo prevalentemente il ruolo di gregario e terminando sempre la corsa.

## Carriera
Tra i dilettanti fu in evidenza soprattutto nel 1971, con i colori del G.S. Pejo, vincendo tra le altre il Circuito Valle del Liri e la Medaglia d'Oro Città di Monza.
Passato professionista a inizio 1973 con la padovana Jollj Ceramica, nelle stagioni da prof fu attivo principalmente come gregario al servizio di Giovanni Battaglin, Pierino Gavazzi e Knut Knudsen e poi di Fausto Bertoglio, accompagnandolo negli ultimi anni di professionismo. Non ottenne alcuna vittoria nella massima categoria, ma furono numerosi i suoi piazzamenti nelle classiche del panorama ciclistico italiano. Nel 1973 fu terzo nel Giro del Lazio vinto dal suo capitano Battaglin, mentre nella stagione successiva sfiorò il successo al Giro di Svizzera nel corso dell'ottava tappa, quando chiuse secondo alle spalle del connazionale Enrico Paolini.
Nel 1978 arrivò sul podio, dietro Roger De Vlaeminck e Giuseppe Saronni, alla prima delle Classiche monumento della stagione, la Milano-Sanremo. Antonini scattò a circa venti chilometri dall'arrivo e prontamente Saronni si portò alla sua ruota seguito da De Vlaeminck e dal francese Yves Hézard, quest'ultimo però forò nei chilometri finali lasciando i tre a giocarsi la vittoria. Saronni, fresco vincitore della Tirreno-Adriatico, era tra i favoriti, diede quindi il maggiore impulso all'azione per evitare il ricongiungimento col gruppo, e De Vlaeminck riuscì a beffarlo allo sprint. Antonini che aveva lanciato una volata lunga, sperando di anticipare i due, chiuse sul gradino più basso del podio.
Prima di concludere la carriera, nel 1981, ebbe un ultimo acuto al Campionato di Zurigo, dove fu quarto.
Nel 1986 fu per una stagione direttore sportivo di una formazione ciclistica, la Dromedario-Laminox-Fibok, che annoverava fra le sue file un giovane Stefano Colagè.

## Palmarès
- 1970 (dilettanti)

Modena-Tignale
- 1971 (dilettanti)

Coppa Negrini
Circuito Valle del Liri
Medaglia d'Oro Città di Monza
Trofeo Alberto Triverio
Trofeo Comune di Piadena
- 1972 (dilettanti)

Trofeo Comune di Piadena

## Piazzamenti

### Grandi Giri
- Giro d'Italia

1973: 69º
1974: 71º
1975: 51º
1976: 55º
1977: 44º
1978: 40º
1979: 57º
1980: 80º
- Tour de France

1975: ritirato
1976: 59º

### Classiche monumento
- Milano-Sanremo

1974: 26º
1976: 25º
1977: 41º
1978: 3º
1979: 26º
- Giro di Lombardia

1973: 21º